# A-368
La A-368 es una carretera andaluza en la provincia de Málaga (España).
Empieza en Mijas, en una rotonda de la carretera A-387 que une este municipio con Fuengirola. La carretera se dirige hacia el este, y antes de entrar en el término municipal de Benalmádena tiene un enlace con la A-7 en su salida 217.
A partir de este punto, toda la vía es una travesía urbana de Benalmádena, siendo el principal distribuidor viario de Arroyo de la Miel, siempre paralelo a la línea Málaga-Fuengirola de Adif.
La vía entra en el término municipal de Torremolinos, donde termina en la variante de la N-340 de esta ciudad, a la altura del barrio de El Pinillo.
- Datos: Q5653297